# Bảo tàng Lịch sử Nhiếp ảnh ở Kraków

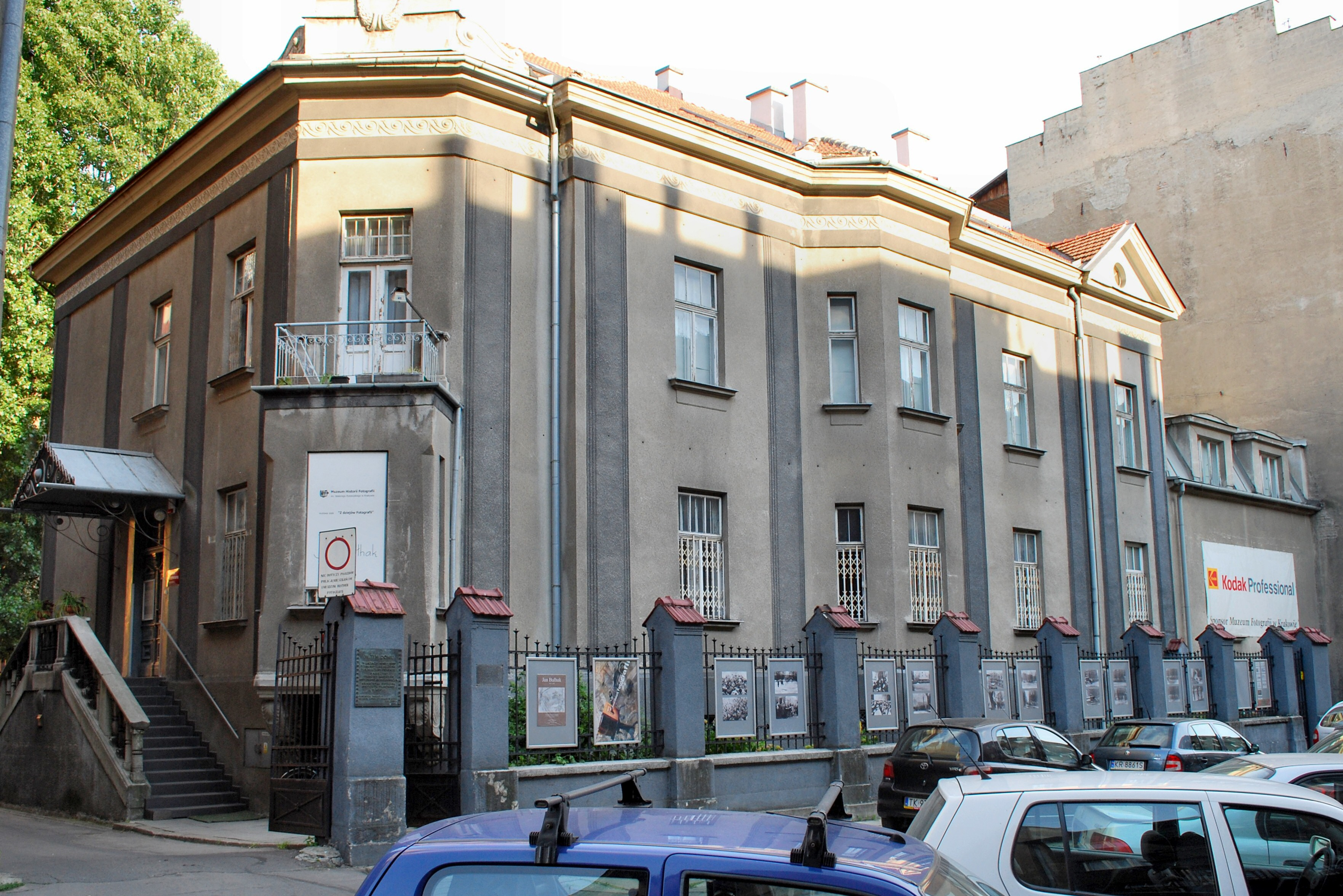
Bảo tàng Lịch sử Nhiếp ảnh Walery Rzewuski ở Kraków

Bảo tàng Lịch sử Nhiếp ảnh Walery Rzewuski ở Kraków (tiếng Ba Lan: Muzeum Historii Fotografii w Krakowie) là một bảo tàng công cộng về nhiếp ảnh do nhà nước quản lý tọa lạc tại số 16 Phố Józefitów, quận Krowodrza (phía tây bắc Kleparz) ở Kraków, Ba Lan.

## Lược sử hình thành
Bảo tàng Lịch sử Nhiếp ảnh Walery Rzewuski ở Kraków được thành lập vào ngày 1 tháng 1 năm 1987, chỉ ba năm trước khi đế chế Liên Xô sụp đổ.
Nguồn gốc của Bảo tàng Lịch sử Nhiếp ảnh Walery Rzewuski bắt nguồn từ một bảo tàng tại Hội Nhiếp ảnh Kraków được Władysław Klimczak tổ chức vào năm 1972. Ba năm sau, Bảo tàng Lịch sử Nhiếp ảnh được đặt theo tên của Władysław Bogacki và tọa lạc trong Cung điện Pugetów ở số 13 Phố Starowiślna. Từ năm 1982, Bảo tàng tọa lạc trong Tòa nhà chung cư của Hetman ở số 17 Phố Rynek Główny.
Từ năm 1992, Bảo tàng Lịch sử Nhiếp ảnh chuyển trụ sở sang số 16 Phố Józefitów, và từ năm 2007 được đặt theo tên của Walery Rzewuski.

## Triển lãm
Bảo tàng Lịch sử Nhiếp ảnh Walery Rzewuski ở Kraków có sứ mệnh thu thập và phổ biến các bức ảnh lịch sử, nghiên cứu và số hóa hình ảnh cho bảo tàng trực tuyến. Ngoài là nơi tổ chức các cuộc triển lãm và hội nghị chuyên đề quốc tế, Bảo tàng Lịch sử Nhiếp ảnh Walery Rzewuski còn sở hữu một bộ sưu tập các thiết bị nhiếp ảnh thời kỳ đầu, một phòng báo chí, một thư viện khổng lồ chứa album, kho lưu trữ, danh mục, đầu sách, và nhiều thứ khác.